# Canton de Bâgé-le-Châtel
Le canton de Bâgé-le-Châtel est une ancienne division administrative française située dans le département de l'Ain en région Auvergne-Rhône-Alpes.

## Géographie
Ce canton était organisé autour de Bâgé-le-Châtel dans l'arrondissement de Bourg-en-Bresse. Son altitude variait de 167 m  pour Asnières-sur-Saône à 217 m pour Bâgé-la-Ville, avec une moyenne de 199 m.

## Histoire

Localisation du canton dans l'Ain avant 2015.

La commune de Saint-Sulpice est intégrée au canton en 1800,. Cette dernière est transférée au canton de Montrevel-en-Bresse le 9 janvier 1949 par un décret datant du 4 janvier 1949.
Par le décret du 13 février 2014, le canton est supprimé à compter des élections départementales de mars 2015, en application de la loi du 17 mai 2013 prévoyant le redécoupage des cantons français.

## Représentation

### Conseillers généraux de 1833 à 2015
| Période | Période           | Identité                                                      | Étiquette   | Qualité |
| ------- | ----------------- | ------------------------------------------------------------- | ----------- | --- |
| 1833    | 1833 (démission)  | Pierre Legros                                                 |             | Juge de paix à Bâgé-le-Châtel |
| 1833    | 1845 (décès)      | Abel François de Guillon de Loëze (ou de Loize)               |             | Propriétaire à Bâgé-la-Ville |
| 1845    | 1848              | Pierre Legros                                                 |             | Juge de paix à Bâgé-le-Châtel, conseiller d'arrondissement |
| 1848    | 1852              | Louis Jean Elie Verney                                        |             | Médecin, maire de Bâgé-le-Châtel |
| 1852    | 1856              | Jules François Marie Lescuyer (1798-1861)                     |             | Propriétaire, notaire à Bâgé-le-Châtel |
| 1856    | 1872 (décès)      | Baron Antoine Paul Bellet de Tavernost                        |             | Propriétaire, maire de Cesseins |
| 1872    | 1877              | Baron Louis Ducret de Langes (fils d'Eugène Ducret de Langes) | Droite      | Propriétaire du château de Larvolot, à Boyer (Saône-et-Loire) |
| 1877    | 1883              | Léon Bourgeois                                                | Républicain | Médecin à Bâgé-le-Châtel |
| 1883    | 1883 (annulation) | Vicomte Charles Imbert de Balorre                             | Droite      | Propriétaire à Paris et à Bâgé-le-Châtel (château de Montépin) |
| 1883    | 1889              | Jean-François Buiron                                          | Rad.        | Maire de Bâgé-la-Ville (1878-1910) |
| 1889    | 1890 (annulation) | Vicomte Charles Imbert de Balorre                             | Droite      | Propriétaire à Paris |
| 1890    | 1910 (décès)      | Jean-François Buiron (1829-1910)                              | Rad.        | Maire de Bâgé-la-Ville |
| 1910    | 1919 (décès)      | Léon Bourgeois                                                | Républicain | Médecin à Bâgé-le-Châtel |
| 1919    | 1936 (décès)      | Louis Touton                                                  | Rad.        | Maire de Replonges (1919-1935) |
| 1936    | 1940              | Gaston Tissot (1888-1950)                                     | Rad.ind.    | Médecin Maire de Bâgé-le-Châtel Nommé conseiller départemental en 1942                                                                                                  |
|         |                   |                                                               |             | |
| 1945    | 1949              | Edmond Blanc                                                  | SFIO        | Chef de bureau Maire de Replonges (1944-1947) |
| 1949    | 1955              | Alexandre Nicolot                                             | RPF puis RS | Industriel Maire de Saint-Laurent-sur-Saône (1941-1959) |
| 1955    | 1992              | Hubert Pernin                                                 | CNI         | Vétérinaire - Maire de Bâgé-le-Châtel (1953-1965) |
| 1992    | 2004              | Michel Voisin                                                 | UDF-CDS     | Expert comptable, commissaire aux comptes et expert-judiciaire Député de l'Ain depuis 1988 Maire de Replonges (1983-2014) Vice-président du conseil général (1994-2004) |
| 2004    | 2011              | Gilbert Thomas                                                | DVG         | Professeur Maire de Bâgé-la-Ville (1995-2008) |
| 2011    | 2015              | Guy Billoudet                                                 | DVD         | Maire de Feillens depuis 1995 Président de la Communauté de communes Bresse et Saône Elu en 2015 dans le Canton de Replonges                                            |

### Conseillers d'arrondissement (de 1833 à 1940)
| Période                                  | Période           | Identité                          | Étiquette                           | Qualité |
| ---------------------------------------- | ----------------- | --------------------------------- | ----------------------------------- | --- |
| 1833                                     | 1839              | M. Roux                           |                                     | Propriétaire, ancien maire de Bâgé-le-Châtel                                                                |
| 1839                                     | 1845              | Pierre Legros                     |                                     | Juge de paix à Bâgé-le-Châtel                                                                               |
| 1845                                     | 1848              | Albert Frère de La Falconière     |                                     | Maire de Bâgé-la-Ville                                                                                      |
| 1848                                     | 1852              | Antoine Dalain                    |                                     | Maire de Feillens                                                                                           |
| 1852                                     | 1861              | Jean-Baptiste Réty                |                                     | Géomètre à Replonges                                                                                        |
| 1861                                     | 1877              | Joseph Ferdinand Collet           |                                     | Notaire, maire de Bâgé-le-Châtel                                                                            |
| 1877                                     | 1883              | Jean-Jules Dégletagne (1838-1900) |                                     | Notaire à Bâgé-la-Ville, propriétaire à Pont-de-Veyle                                                       |
| 1883                                     | 1891 (annulation) | Hubert Gaillard                   | Monarchiste puis Républicain rallié | Propriétaire à Replonges                                                                                    |
| 1891                                     |                   | Laurent Guillon                   | Républicain Radical                 | Horticulteur, propriétaire à Feillens                                                                       |
|                                          |                   |                                   |                                     | |
|                                          | 1919              | François Berry                    |                                     | Propriétaire, maire de Feillens                                                                             |
| 1919                                     | 1931              | François Doucet                   |                                     | Cultivateur, adjoint au maire, puis maire de Dommartin                                                      |
| 1931                                     | 1933 (décès)      | Denis Perdrix                     |                                     | Cultivateur à Bâgé-la-Ville                                                                                 |
| Oct.1933                                 | 1940              | Hippolyte Lacour (1864-1949)      | Union nationale                     | Géomètre à Bâgé-la-Ville                                                                                    |
| 1940                                     |                   |                                   |                                     | Les conseils d'arrondissement ont été suspendus par la loi du 12 octobre 1940 et n'ont jamais été réactivés |
| Les données manquantes sont à compléter. |                   |                                   |                                     | |

Source : Journal Le Courrier de l'Ain sur le site des archives départementales.

## Composition

Communes du canton.

Communes de 1800 à 1949.

Le canton de Bâgé-le-Châtel regroupait dix communes :
| Nom                        | Code Insee | Intercommunalité                      | Population (dernière pop. légale) |
| -------------------------- | ---------- | ------------------------------------- | --------------------------------- |
| Bâgé-le-Châtel (chef-lieu) | 01026      | CC Bresse et Saône                    | 881 (2014)                        |
| Bâgé-la-Ville              | 01025      | CC Bresse et Saône                    | 3 177 (2014)                      |
| Dommartin                  | 01144      | CC Bresse et Saône                    | 888 (2014)                        |
| Feillens                   | 01159      | CC Bresse et Saône                    | 3 225 (2014)                      |
| Manziat                    | 01231      | CC Bresse et Saône                    | 1 976 (2014)                      |
| Replonges                  | 01320      | CC Bresse et Saône                    | 3 662 (2014)                      |
| Saint-André-de-Bâgé        | 01332      | CC Bresse et Saône                    | 726 (2014)                        |
| Saint-Laurent-sur-Saône    | 01370      | CA Mâconnais Beaujolais Agglomération | 1 783 (2014)                      |
| Vésines                    | 01439      | CC Bresse et Saône                    | 100 (2014)                        |

## Démographie
| 1962   | 1968   | 1975   | 1982   | 1990   | 1999   | 2006   | 2011   | 2012   |
| ------ | ------ | ------ | ------ | ------ | ------ | ------ | ------ | ------ |
| 10 365 | 10 921 | 11 162 | 11 853 | 12 363 | 13 396 | 14 672 | 15 995 | 16 187 |